# ベルンハルト・シュミット

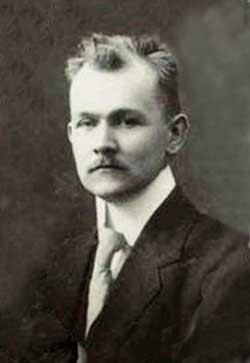

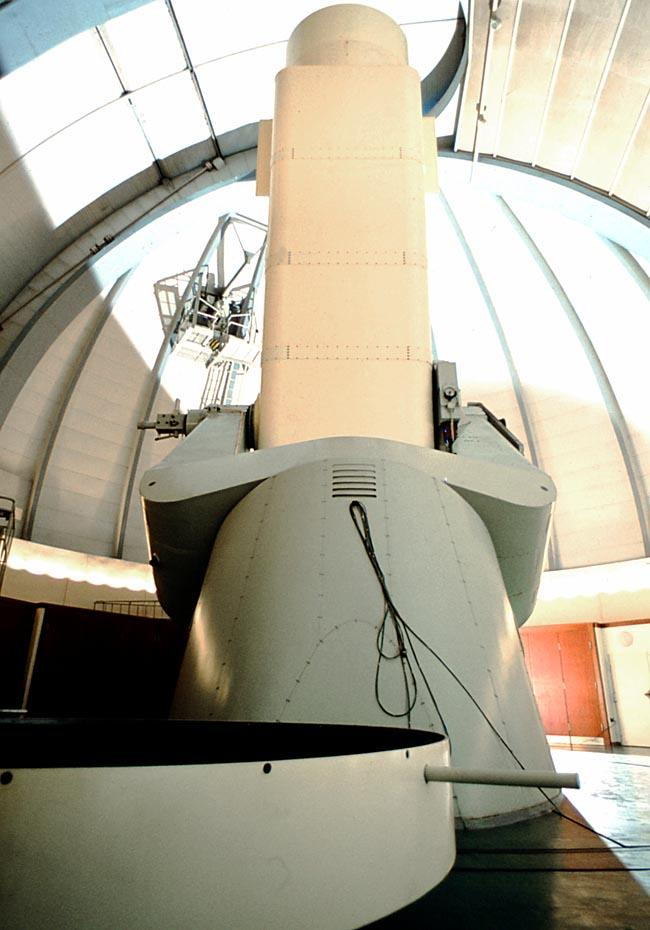
テューリンゲン州タウテンブルクのカール・シュヴァルツシルト天文台にある2mシュミット式望遠鏡

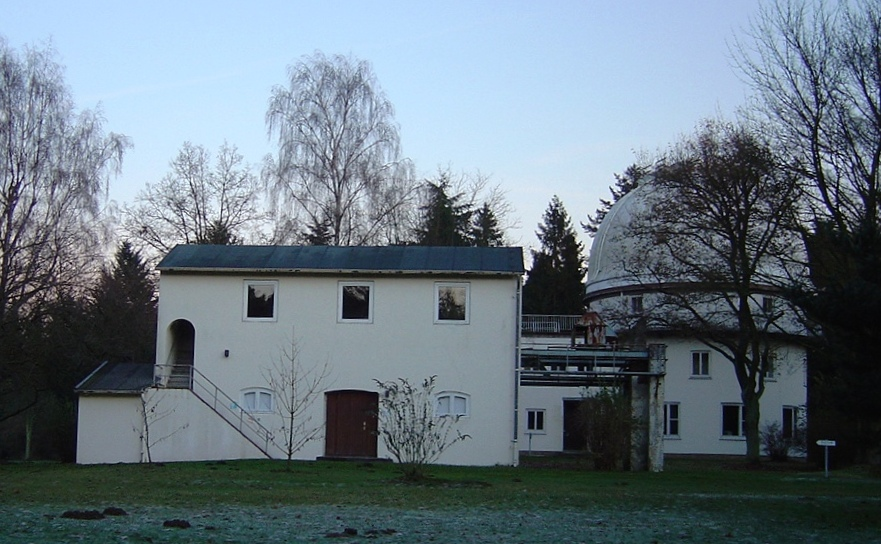
ベルゲドルフ天文台にあるシュミット博物館

ベルンハルト・シュミット（Bernhard Schmidt, 1879年3月30日 - 1935年12月1日）は、エストニア生まれの光学技術者である。ドイツで活動した。1931年に広視野の望遠鏡、シュミット式望遠鏡を発明した。ドイツ系。
小惑星 (1740) シュミットは彼にちなみ命名された。

## 経歴
- 1879年3月30日 - エストニアのインゼル・ナルゲンで産まれた。エストニアの北岸のタリンに面するナッサール島で育った。この島の島民はスウェーデン語を使うが、シュミットの家ではドイツ語を話した。子供の頃に海岸で海の砂を使い2枚の平面ガラスを海砂で摺り合わせ凹面を作って遊んでいた。15歳の時、火薬を使った実験に失敗して右手を失った。
- 1895年 - タリンに移り、写真技師として働いた。
- 1896年 - 1901年までの間写真家として暮らした。
- 1900年 - ドイツ、ザクセン王国のミットヴァイダに自分の工場を建設し、口径20cmくらいまでの望遠鏡を製作。
- 1901年 - ミットヴァイダに移り、機械工学の教育を受けた。
- 1904年 - ミットヴァイダで光学機器の販売を始めた。おもに天文台で使われる望遠鏡のレンズやミラーなどを扱った。
- 1905年 - ポツダム天体物理天文台のため直径44cm、有効口径41cm、F2.26球面主鏡と、高次双曲面副鏡によるカセグレン式望遠鏡を製作した。この鏡は天文台長だったH.C.フォーゲルが「これは現存する世界最良の鏡である」と絶賛している。
- 1909年 - 口径40cm、焦点距離11mのシーロスタットを製作。
- 1914年 - 第一次世界大戦勃発に伴い、当時ロシア領だったエストニア出身のシュミットは敵性外国人として半年抑留された。その後も警察の監視下に置かれ、機材の一部を没収されるなど苦しんだ。終戦後もドイツの経済難により仕事が減ったこともあり、経済的な危機に立たされる。
- 1920年 - リヒャルト・ショールの招聘によりベルゲドルフ天文台のため口径55cm・焦点距離11m、口径60cm・焦点距離30mの放物面鏡を製作した。その後も、経済的理由から亡くなるまで同天文台のために勤務することとなる。
- 1927年 - ミットヴァイダから天文台に近いハンブルクに移った。
- 1928年 - 自作の観測装置で木星、土星、月の写真撮影を始めた。
- 1930年 - シュミット式望遠鏡を開発した。最初のシュミット式望遠鏡はハンブルク天文台の博物館に展示されている。
- 1935年12月1日 - 仕事先のオランダから帰国した直後、ハンブルクで肺炎により病死した。ハンブルク天文台の近くに埋葬された。現在、同天文台にはシュミット博物館がある。